# Mavacamten
Mavacamten, vendido sob a marca Camzyos, é um medicamento usado para tratar a cardiomiopatia hipertrófica obstrutiva (HCOM). É tomado por via oral.
Os efeitos secundários comuns incluem tontura e síncope. Outros efeitos secundários podem incluir insuficiência cardíaca. O uso durante a gravidez pode prejudicar o bebé. É um inibidor da miosina cardíaca.
Mavacamten foi aprovado para uso médico nos Estados Unidos em 2022.